# Heliodoro Dols
Heliodro Dols Morell (ur. 7 grudnia 1933 w Walencji, zm. 27 maja 2025 w Saragossie) – hiszpański architekt.

## Życiorys

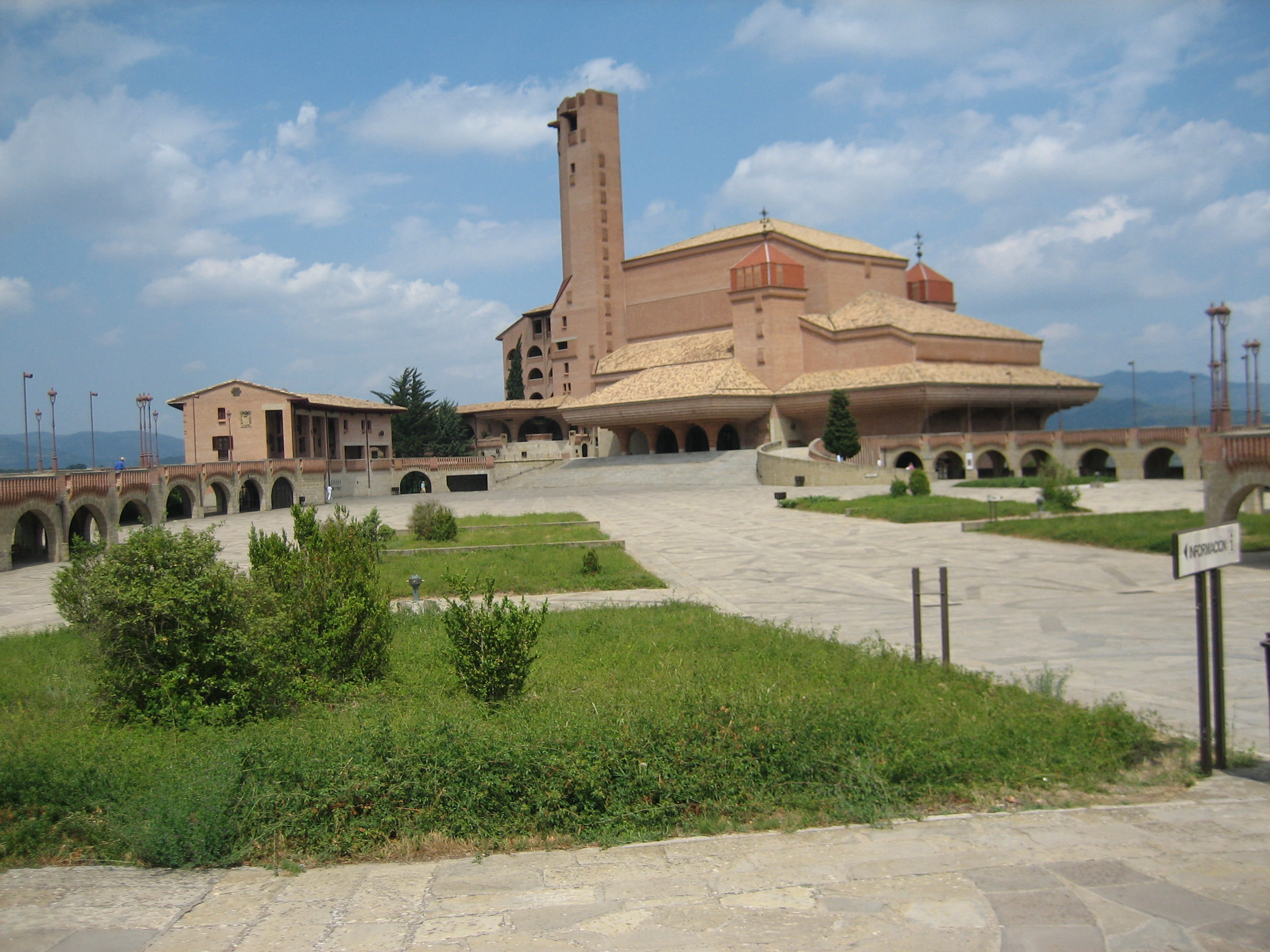
Sanktuarium w Torreciudad

W 1959 ukończył Wyższą Szkołę Architektury w Madrycie, w 1965 r. otrzymał tytuł doktora architektury. Laureat Narodowej Nagrody Architektury za projekt fontanny na plaza Pedraza w Segowii (z rzeźbiarzem Antonio Lópezem). Jego największym osiągnięciem było ukończone w 1975 r. sanktuarium maryjne Torreciudad, zrealizowane według wskazówek św. Josemarii Escrivy, założyciela Opus Dei. Pośród pozostałych dzieł, często projektowanych i realizowanych wespół z innymi architektami, znajdują się m.in. Colegio Mayor Peñalba (żeński dom akademicki) w Saragossie (1971), Colegio Mayor Peñalba w Valladolid (wraz z Santiago Solsem, 1981), biurowiec Zjednoczenia Elektrowni w Saragossie w Jaca (1986), klasztor karmelitanek bosych w Huesca (wspólnie z Jorge Tríasem, 1989), projekt i realizacja Plaza de la Diputación w Barbastro (wraz z Juanem Domingo, 1991), szereg osiedli mieszkaniowych, a także wytwórnie parówek (embutidos) w Segowii i Saragossie (1996).
Był specjalistą w dziedzinie renowacji zabytków architektury i przestrzeni urbanistycznej. Mieszkał i pracował w Saragossie.